# NGC 1599
NGC 1599 este o galaxie spirală situată în constelația Eridanul. A fost descoperită în 14 decembrie 1881 de către Édouard Stephan⁠(d).